# IATA vertragingscodes
IATA vertragingscodes zijn codes die gecreëerd werden om luchtvaartmaatschappijen op een gestandaardiseerde manier aan te geven waarom een vlucht met vertraging vertrokken is.
Voordat dit systeem werd ingevoerd, had elke maatschappij haar eigen systeem, daarom ontwierp IATA een gestandaardiseerd systeem om de reden van vertraging aan te geven, wie daarvoor verantwoordelijk is en of deze hiervoor geverbaliseerd zal worden. Normaal worden deze codes gebruikt in vluchtberichten die over het SITA netwerk verzonden worden tussen de luchthaven van vertrek en de luchthaven van bestemming.
Een vliegtuig dat aan de grond staat kost een luchtvaartmaatschappij geld, daarom proberen luchtvaartmaatschappijen de omdraaitijd, de tijd die een vliegtuig aan de grond staat tussen twee opeenvolgende vluchten, tot een minimum te beperken. Dikwijls is er in het contract tussen de luchtvaartmaatschappij en het vliegtuigafhandelingsbedrijf een bonus-malussysteem voorzien, als een vertraging aan het afhandelingsbedrijf te wijten is, zal het hiervoor een boete betalen. Verschillende groepen van vertragingscodes worden aangemerkt als station delays of airport delays.

## Vertragingscodes beginnende met 0 (intern)
De betekenis van vertragingscodes die starten met 0 worden gebruikt voor oorzaken die de maatschappij zelf bepaalt. Luchtvaartmaatschappijen zijn vrij om de betekenis van deze codes te bepalen.
Hoewel de volgende codes bestaan, gebruiken niet alle maatschappijen ze:
- 00-05: Deze codes werden leeg gelaten omdat ze worden ingevuld door de maatschappij zelf, aangepast aan hun behoeften.
- 06: Geen parkeerplaats/uitstapslurf beschikbaar wegens activiteiten van de luchtvaartmaatschappij zelf
- 07:Vliegtuig niet beschikbaar wegens onderhoud
- 08: Vliegtuig in gebruik voor andere doeleinden, marketing, grondafhandeling, cabine onderhoud,...
- 09: De geplande grondtijd was korter dan het vereiste minimum

## Vertragingscodes beginnende met 1 (passagiers/bagage)
Deze codes worden gebruikt om vertraging veroorzaakt door passagiers en bagage-afhandeling.
- 11: Late check-in of het toelaten van passagiers na de deadline
- 12: Late check-in, file in de check-in zone
- 13: vergissing bij de check-in
- 14: Overboeking, fouten in de boeking
- 15: Problemen met het inschepen, oplijsten of passagiers die te laat bij de inscheping waren
- 16: PR, VIP, pers, catering of zoeken naar persoonlijke voorwerpen; "slow boarding"
- 17: Late doorgave van een bestelling van catering aan de leverancier
- 18: Verwerking en/of sorteren van bagage
- 19: In- of ontschepen van passagiers met een beperkte mobiliteit

## Vertragingscodes beginnende met 2 (vracht/post)
Deze codes worden gebruikt voor vertraging veroorzaakt door vrachtafhandeling (21-26) en postafhandeling (27-29).
- 21: Fout in de documenten, vrachtbrieven
- 22: Late positionering
- 23: Late toelating
- 24: Slechte/foute verpakking
- 25: Overboeking, fout in de boeking
- 26: Late/trage afhandeling in het sorteercentrum
- 27: Overboekingen van post
- 28: Lat positionering van post
- 29: Late toelating van post